# شركة سابر
شركة سابر (Sabre Corporation) هي شركة تكنولوجيا سفر مقرها في ساوث ليك بولاية تكساس. تعد أكبر مزود عالمي لأنظمة التوزيع لحجوزات الطيران في أمريكا الشمالية. أسست شركة أمريكان إيرلاينز الشركة في عام 1960، وأنقسمت عنها في عام 2000.
في عام 2007، استحوذت مجموعة تكساس باسيفيك وسيلفر ليك بارتنرز على ما كان يعرف آنذاك بشركة سابر القابضة. بدأ سابر التداول علنًا في بورصة ناسداك في عام 2014.

## تاريخ

### التاريخ المبكر
في عام 1953، التقى سي آر سميث، رئيس شركة أمريكان إيرلاينز، بلير سميث، بائع مبيعات في شركة آي بي إم، على متن رحلة وطور مفهوم سابر (بيئة أبحاث الأعمال شبه الآلية). اعتمد النظام على نظام (SAGE)، وهو أول نظام رئيسي يستخدم الحوسبة التفاعلية في الوقت الفعلي، والتي طورتها شركة (IBM) للاستخدام العسكري.
تأسست شركة سابر في عام 1960 من قبل الخطوط الجوية الأمريكية. قامت شركة سابر بتركيب أول نظام حجز سابر في برياركليف مانور، نيويورك في ذلك العام. يتألف النظام من جهازي كمبيوتر مركزي (IBM 7090) ويعالج 84000 مكالمة في اليوم.
في عام 1964، اكتملت شبكة سابر الوطنية وأصبحت أكبر نظام تجاري لمعالجة البيانات في الوقت الفعلي في العالم. تعاملت شركة سابر مع 7500 حجز راكب في الساعة في عام 1965. تمت ترقية نظام سابر إلى (IBM System / 360) وانتقل إلى مركز جديد في طلسا، أوكلاهوما في عام 1972.
في عام 1976، تم تركيب نظام سابر في وكالة سفريات لأول مرة. سمح هذا لوكلاء السفر بالوصول الفوري إلى الرحلات الجوية. بحلول نهاية العام، تم تركيب نظام سابر في 130 موقعًا. قدم (Sabre BargainFinder)، أول قدرة بحث آلية منخفضة الأجرة في الصناعة، في عام 1984. في العام التالي، تم إطلاق (easySabre). وقد أتاح للمستهلكين الذين لديهم أجهزة كمبيوتر شخصية الوصول إلى نظام سابر لإجراء حجوزات في شركات الطيران والفنادق وتأجير السيارات.
في عام 1989 ذكرت صحيفة نيويورك تايمز أن لدى سابر «حوالي 38 بالمائة من سوق الحجوزات».
في عام 1996، أطلقت الشركة ترافيلوسيتي، وهي وكالة سفر عبر الإنترنت. شكلت سابر مشروعًا مشتركًا مع (Abacus International) في عام 1998 لإنشاء حل (SabreSonic) للركاب، وهو نسخة مخصصة من نظام حجز سابر لمشتركي (Abacus) في آسيا.

### 2000s
انفصلت شركة (AMR)، الشركة الأم لشركة أمريكان إيرلاينز، عن حصتها المسيطرة في سابر في عام 2000 لتشكيل شركة مستقلة.
في عام 2001، اشترت شركة (Electronic Data Systems) - (EDS) شركة سابر القابضة في مجال أجهزة الطيران والاتصالات، وبدأت سابر في ترحيل حاسوبها الرئيسي القديم للتسوق والتسعير للرحلات الجوية إلى خوادم (HP NonStop) و (Linux). في عام 2005، استحوذت الشركة على (lastminute.com)، وهو تاجر تجزئة للسفر والترفيه عبر الإنترنت.
استحوذت مجموعة تكساس باسيفيك وسيلفر ليك بارتنرز على شركة سابر في مارس 2007. في آذار (مارس) 2010، استحوذت الشركة على شركة (Calidris)، وهي شركة متخصصة في حلول تكامل الإيرادات وذكاء الأعمال. استحوذت شركة سابر على (SoftHotel)، وهي شركة تقدم حلول إدارة الممتلكات على شبكة الإنترنت، في يونيو 2011. أطلقت الشركة (Sabre Red App Center) في مارس 2012. في أبريل 2014، تم طرح شركة سابر للاكتتاب العام في بورصة ناسداك تحت رمز المؤشر (SABR). تم بيع الاكتتاب العام الأولي مقابل 16 دولارًا للسهم وقيم سابر بمبلغ 3.93 مليار دولار. استحوذت الشركة على (Genares)، شركة تكنولوجيا الضيافة، في سبتمبر من ذلك العام.
في ديسمبر 2014، استحوذت مجموعة (Bravofly Rumbo) على وكالة (Sabre European Online Travel Agency، lastminute.com).
في يناير 2015، باعت سابر علامتها التجارية «ترافيلوستي» (Travelocity) إلى شركة إكسبيديا مقابل 280 مليون دولار. في يوليو 2015، استحوذت سابر على (Abacus International)، وهو نظام توزيع عالمي يقع في منطقة آسيا والمحيط الهادئ. تضمنت الصفقة اتفاقيات توزيع طويلة الأجل بين سابر و 11 شركة طيران آسيوية شاركت سابقًا في ملكية (Abacus).
في يونيو 2016، أعلن سابر أن توم كلاين سيستقيل من منصب الرئيس التنفيذي بحلول نهاية عام 2016.
في أكتوبر 2021، أعلنت سابر عن بيع مجموعة حلول «أيرسنتر» (AirCentre) لشركة (CAE Inc) مقابل 392.5 مليون دولار.

## عمليات
يقع مقر الشركة في ساوث ليك بولاية تكساس ولديها مكاتب إضافية في لندن وكراكوف وبنغالور ومونتيفيديو وسنغافورة. في ديسمبر 2013، تعاملت الشركة مع ما يقرب من 85000 معاملة بيانات كل ثانية للعملاء وفقًا لـ «فورت وورث ستار تيليغرام» (Fort Worth Star-Telegram). في ذلك الوقت، كانت الشركة تتعامل مع 70 شركة طيران و100000 فندق. لدى سابر قطاعا أعمال رئيسيان - «سابر لحلول السفر» (Sabre Travel Solutions) و «سابر لحلول الضيافة» (Sabre Hospitality Solutions).

## الأعمال
- اذهب هناك
- حلول السفر من سابر
- حلول الضيافة من سابر
- حالة الرحلة

## عمليات الاستحواذ
- معاينة السفر (2000) [54]
- ديليون لأنظمة الاتصالات (2000) [55]
- حلول التدرج (2000) [56]
- GetThere (2000) [57]
- سيبر باسيفيك (2001)
- شركة نيكسيون (2003) [58]
- ديفيد آر بورنمان أسوشيتس (2001) [59]
- Site59 (2001) [60]
- Resfeber Scandinavia (2002) [61]
- مجموعة كيل هندريكسون (2002) [62]
- axsResource Airport Resource Management Solutions (2003) [63]
- World Choice Travel (2003) [64]
- RM Rocade (2004) [65]
- Showtickets.com (2004) [66]
- شركة SynXis (2004) [67]
- ساوث ويست ترافيل سيستمز (2005) [68]
- IgoUgo.com (2005) [69]
- Lastminute.com (2005) [70]
- التسويق عبر الموقع الإلكتروني (2007) [71]
- مستكشف الطيران (2008) [72]
- EB2 (2008) [73]
- كاليدريس (2010) [74]
- خدمات بيانات خطوط الطيران (2010) [75]
- f: wz (2010) [76]
- سوفت أوتيل (2011) [77]
- منشور (2012) [78]
- جيناريس (2014) [79]
- العداد الدولي (2015)
- الثقة الدولية (2015) [80]
- طيران ايرباس (2016) [81]

## روابط خارجية
- الموقع الرسمي